# Scotopteryx roseicilia
Scotopteryx roseicilia là một loài bướm đêm trong họ Geometridae.